# Invisible Stars
Invisible Stars — восьмой студийный альбом американской рок-группы Everclear, выпущенный 26 июня 2012 года и впервые на новом для группы лейбле EOne Music. Он стал первым релизом оригинального материала за последние шесть лет, после альбома 2006 года Welcome to the Drama Club. Единственный сингл альбома, «Be Careful What You Ask For», был выпущен 15 мая 2012 года, а сопровождающее его музыкальное видео — в следующем месяце.
Альбом получил положительные отзывы критиков и был неуспешен в коммерческом плане.

## История
Шесть лет между альбомом 2006 года Welcome to the Drama Club и альбомом 2012 года Invisible Stars были тяжёлыми для Everclear. Из музыкантов, участвовавших в Drama Club, остался только один — гитарист/певец Арт Алексакис, который в 2006 году уже возглавлял перестроенный состав, а на Invisible Stars у него совершенно другая команда. Это примерно та же группа, которая появилась на паре перезаписанных хитов Everclear, выпущенных в 2011 году для бюджетного лейбла Cleopatra, что является верным признаком того, что группа попала в трудную ситуацию.
Альбом был неуспешен в коммерческом плане и достиг только 119-го места в американском чарте Billboard 200, но в Новой Зеландии был на пятом месте в Official New Zealand Music Chart.

## Отзывы
| Совокупная оценка    | Совокупная оценка |
| Источник             | Оценка            |
| -------------------- | ----------------- |
| Metacritic           | 67/100            |
| Оценки критиков      |                   |
| Источник             | Оценка            |
| AllMusic             | [ 2 ]             |
| Under the Gun Review | 6/10              |
| Rolling Stone        | [ 7 ]             |
| Alternative Press    | [ 8 ]             |

Альбом получил положительные отзывы критиков.
Стивен Томас Эрлевайн из Allmusic поставил оценку 3,5 из 5 звёзд и сказал: «Если на Invisible Stars они явно не перезаписывают песни, то уж точно стремятся вызвать воспоминания о прошлом, переделывая хуки из „Everything to Everyone“, „I Will Buy You a New Life“ и „Wonderful“. Конечно, Алексакис никогда не скрывал, что работает с ограниченной палитрой — возможно, он расширил звуковые горизонты на двухчастном альбоме Songs from an American Movie в 2000 году, но он сохранил верность тем же трём аккордам и темам, которые принесли ему славу на Sparkle and Fade и So Much for the Afterglow — так что это не совсем справедливая критика на столь позднем этапе. Важно то, что жажда вернуться в центр внимания вылилась в более свободную и живую пластинку, чем Welcome to the Drama Club; он так отчаянно хочет, чтобы кто-то обратил на него внимание, что его хуки стали жёстче и смелее, чем раньше, а группа зажигает, хотя и в холодно-сдержанной манере опытных наёмных работников. Ностальгия — настолько рассчитанная, что королева бала в песне „Falling in a Good Way“ указывает на то, что учится в школе в 1995 году, когда у Everclear был первый большой хит „Santa Monica“ (а песня „Santa Ana Wind“ этого альбома, безусловно, заставляет вспомнить и её) — имеет ли аудиторию в 2012 году, почти не имеет значения; после многих лет в пустыне Алексакис снова нашёл звук Everclear на Invisible Stars».

## Список композиций
Все тексты написаны Art Alexakis, вся музыка написана Art Alexakis кроме указанных.
| №                   | Название                                 | Длительность |
| ------------------- | ---------------------------------------- | ------------ |
| 1.                  | «Tiger in a Burning Tree»                | 1:49         |
| 2.                  | «Falling in a Good Way»                  | 2:08         |
| 3.                  | «Be Careful What You Ask For»            | 3:21         |
| 4.                  | «Volcano»                                | 3:26         |
| 5.                  | «Santa Ana Wind» (Alexakis, David Walsh) | 4:19         |
| 6.                  | «Wishing» (Alexakis, Chloe Lowery)       | 3:54         |
| 7.                  | «I Am Better Without You»                | 3:53         |
| 8.                  | «Aces»                                   | 2:00         |
| 9.                  | «Jackie Robinson»                        | 3:54         |
| 10.                 | «The Golden Rule»                        | 2:17         |
| 11.                 | «Rocket for the Girl»                    | 3:07         |
| 12.                 | «Promenade»                              | 4:09         |
| Общая длительность: | Общая длительность:                      | 38:22        |